# 龙虎山秋海棠
龙虎山秋海棠（学名：Begonia umbraculifolia）为秋海棠科秋海棠属下的一个种。

## 扩展阅读
維基物種上的相關：龙虎山秋海棠